# 1002 Olbersia
1002 Olbersia è un asteroide della fascia principale del diametro medio di circa 32,13 km. Scoperto nel 1923, presenta un'orbita caratterizzata da un semiasse maggiore pari a 2,7882384 UA e da un'eccentricità di 0,1505807, inclinata di 10,75261° rispetto all'eclittica.
Prende il suo nome dall'astronomo tedesco Heinrich Wilhelm Olbers.